# 喬喬韋尼冰原島峰

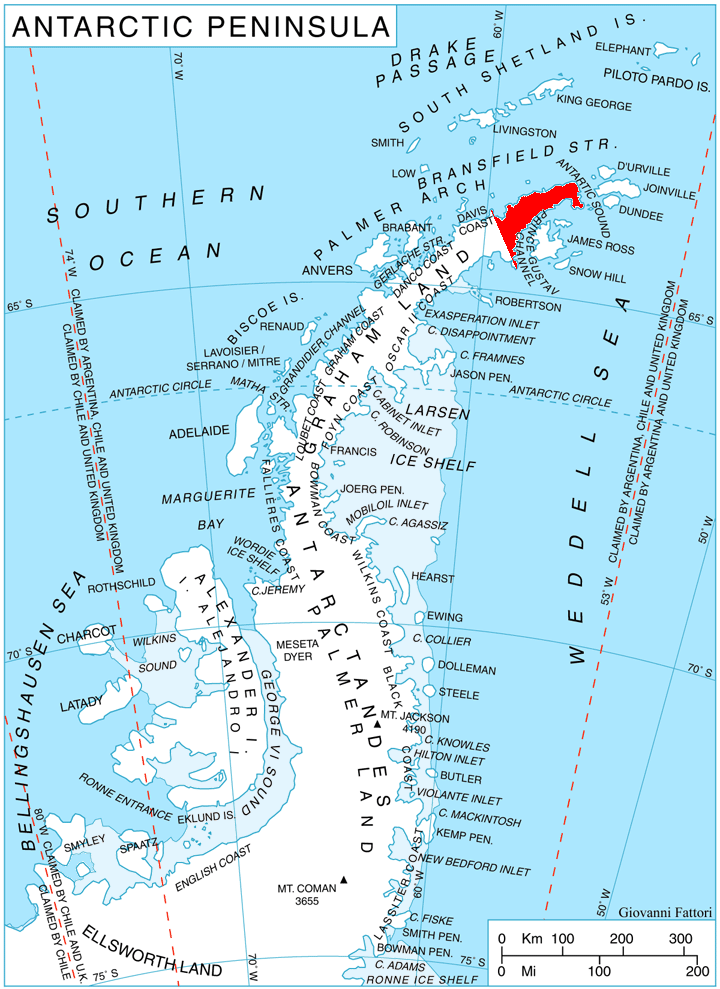

喬喬韋尼冰原島峰（英語：Chochoveni Nunatak）是南極洲的冰原島峰，位於葛拉漢地的特里尼蒂半島，處於斯明峰東南面3.87公里、科洛巴爾冰原島峰西北面4.29公里、科堡峰東北面3.34公里和德倫塔海崖以東5.75公里，以保加利亞東南部的鄉鎮命名。

## 外部連結
- Trinity Peninsula. Scale 1:250000 topographic map No. 5697. Institut für Angewandte Geodäsie and British Antarctic Survey, 1996.
- SCAR Composite Antarctic Gazetteer（页面存档备份，存于）.

63°40′21″S 58°18′16″W / 63.67250°S 58.30444°W